# Liste der Ortschaften im Bezirk Tamsweg
Die Liste der Ortschaften im Bezirk Tamsweg enthält die 15 Gemeinden und ihre zugehörigen Ortschaften im salzburgischen Bezirk Tamsweg (Einwohnerzahlen in Klammern, Stand 1. Jänner 2024). Stand Ortschaften: 1. Jänner 2022
Kursive Gemeindenamen sind keine Ortschaften, in Klammern der Status Markt bzw. Stadt. Die Angaben erfolgen im offiziellen Gemeinde- bzw. Ortschaftsnamen, wie von der Statistik Austria geführt.
- Göriach (339)
- Lessach (441)
  - Zoitzach (109)

- Mariapfarr (1696)
  - Pichl (380)
  - Zankwarn (419)

- Mauterndorf (Markt, 1232)
  - Faningberg (61)
  - Neuseß (112)
  - Steindorf (193)

- Muhr
  - Hintermuhr (81)
  - Schellgaden (56)
  - Vordermuhr (346)

- Ramingstein (584)
  - Mignitz (133)
  - Mitterberg (345)

- St. Andrä im Lungau (756)
- St. Margarethen im Lungau (769)
- St. Michael im Lungau (Markt, 2187)
  - Höf (264)
  - Oberweißburg (299)
  - Sankt Martin (610)
  - Unterweißburg (213)

- Tamsweg (Markt, 3629)
  - Haiden (242)
  - Keusching (48)
  - Lasaberg (166)
  - Mörtelsdorf (929)
  - Sauerfeld (447)
  - Seetal (124)
  - Wölting (192)

- Thomatal (306)
  - Bundschuh (31)

- Tweng (244)
- Unternberg (1028)
- Weißpriach (302)
- Zederhaus (1170)